# Georg Kreisel
Georg Kreisel (Graz, 15 de setembro de 1923 – Salzburgo, 1 de março de 2015) foi um matemático britânico.
Em 1966 foi eleito membro da Royal Society.
Foi palestrante do Congresso Internacional de Matemáticos em Edimburgo (1958: Ordinal logics and the characterization of informal concepts of proof).

## Publicações selecionadas
- On the interpretation of non-finitist proofs – Part I, J. Symbolic Logic, Volume 16, 1951, p. 241-267, Parte II, Volume 17, 1952, p. 43-58
- Mathematical significance of consistency proofs, J. Symbolic Logic, Volume 23, 1958, p. 155-182
- A survey of proof theory, J. Symbolic Logic, Volume 33, 1968, p. 321-388
- Hilbert`s Programme, Dialectica, Band 12, 1958, S. 346-372, Nachdruck in Benacerraf, Putnam (Ed.), Philosophy of Mathematics. Selected Readings, Prentice Hall 1964
- Proof theory: Some personal recollections, in Gaisi Takeuti (Herausgeber) Proof Theory, 2. Ed., Elsevier 1987, p. 395-405
- Logical aspects of computation: Contributions and distractions, in Odifreddi (Herausgeber): Logic and Computer Science, Academic Press, 1990
- On the idea(l) of logical closure, Annals of Pure and Applied Logic, Volume 56, 1992, p. 19-41
- com Jean-Louis Krivine: Elements of mathematical logic (model theory), North Holland 1967 (französisches Original Dunod 1966)
  - Deutsche Übersetzung: Modelltheorie: eine Einführung in die mathematische Logik und Grundlagentheorie, Springer Verlag 1972
- Piergiorgio Odifreddi (Ed.): Kreiseliana: about and around Georg Kreisel, Wellesley, Massachusetts, A. K. Peters 1996 (Aufsatzsammlung von und über Georg Kreisel)